# Ерик Робъртс
Ерик Антъни Робъртс (на английски: Eric Anthony Roberts) е американски актьор.
Кариерата му започва с „Крал на циганите“ (1978), който му печели номинация за „Златен глобус“ за най-добър актьор. Той се превъплъщава в ролята на главния герой в драматизацията от 1980 г. на разказа на Уила Катър от 1905 година „Делото на Павел“. Номиниран е за „Златен глобус“ и получава номинация за „Оскар“ за своята второстепенна роля във „Влакът беглец“ (1985). През 90-те години и началото на XXI век той играе предимно в драматични телевизионни филми, както и в телевизионни сериали. Сестрите му Джулия Робъртс, Лиза Робъртс и дъщеря му Ема Робъртс са също актриси.
Той е веган и защитник на правата на животните. През 1987 година е арестуван за притежание на кокаин и марихуана.

## Филми
| Година | Заглавие      | Оригинално заглавие | Роля                |
| ------ | ------------- | ------------------- | ------------------- |
| 1994   | Специалистът  | The Specialist      | Томас Леон          |
| 2008   | Черният рицар | The Dark Knight     | Сал Марони          |
| 2010   | Непобедимите  | The Expendables     | Агент Джеймс Мънроу |